# Роди Макдауъл
Родърик Андрю Антъни Джуд „Роди“ Макдауъл (на английски: Roderick Andrew Anthony Jude „Roddy“ McDowall) е британско-американски актьор и фотограф.

## Биография
Роди Макдауъл е роден на 17 септември 1928 година в Хърн Хил, Лондон, Великобритания. Той е единственият син на родения в Лондон Томас Андрю Макдауъл (1896 – 1978), търговски моряк от далечен шотландски произход, и неговата ирландска съпруга Уинифред (по баща Коркоран). И двамата му родители са ентусиазирани по театъра. Той и по-голямата му сестра Вирджиния са отгледани в католическата вяра на майка си. Той посещава колежа Сейнт Джоузеф, Бюла Хил, Горен Норууд, римокатолическо средно училище в Лондон.

### Кариера
Носител на награди „Еми“ и „Сатурн“, номиниран е за „Златен глобус“. Познат е с ролите си на Корнелий, Цезар и Галън от поредицата „Планетата на маймуните“, също така озвучава Лудия шапкар в „Батман: Анимационният сериал“. От 1960 г. има звезда на Холивудската алея на славата.

### Персонален живот
Макдауъл е демократ и подкрепя кампанията на Адлай Стивънсън по време на президентските избори през 1952 г.
През 1974 г. ФБР нахлува в дома на Макдауъл и конфискува колекцията му от филми и телевизионни сериали в хода на разследване за филмово пиратство и нарушаване на авторски права. Неговата колекция се състоеше от 160, 16-милиметрови разпечатки и повече от 1000 видеокасети. Във време преди ерата на комерсиалните видеоленти, когато не съществува легален вторичен пазар за филми. Макдауъл е закупил филмите за домашно кино на Ерол Флин и ги прехвърля на лента за по-дълготрайно архивно съхранение. Не са повдигнати обвинения.
Макдауол никога не се жени, нито има деца. Той има връзка с американския актьор Монтгомъри Клифт в продължение на няколко години в началото на 1950 г.

### Смърт
На 3 октомври 1998 г. на 70-годишна възраст Макдауъл умира от рак на белия дроб в дома си в Студио Сити, Калифорния. Тялото му е кремирано и прахът му е разпръснат в Тихия океан на 7 октомври 1998 г. край окръг Лос Анджелис. Сценаристът Денис Озбърн се грижи за Макдауъл през последните му месеци и е цитиран да казва: „Беше много спокойно. Беше точно както го искаше. Беше точно както планираше.“

## Избрана филмография
| Година | Филм                                    | Оригинално заглавие                  | Роля           | Режисьор        |
| ------ | --------------------------------------- | ------------------------------------ | -------------- | --------------- |
| 1941   | Колко зелена беше моята долина          | How Green Was My Valley              | Хю Морган      | Джон Форд       |
| 1965   | Най-великата история, разказвана някога | The Greatest Story Ever Told         | Матей          | Джордж Стивънс  |
| 1968   | Планетата на маймуните                  | Planet of the Apes                   | Корнелиус      | Франклин Шафнър |
| 1972   | Животът и времената на съдията Рой Бийн | The Life and Times of Judge Roy Bean | Франк Гас      | Джон Хюстън     |
| 1987   | Зад борда                               | Overboard                            | Андрю          | Гари Маршал     |
| 1991   | Потапяне                                | Going Under                          | Съсед секретар | Марк Травис     |
| 1998   | Приключението на бръмбарите             | A Bug`s Life                         |                | Джон Ласитър    |